# Schwaikheim
Schwaikheim è un comune tedesco di 9 316 abitanti, situato nel land del Baden-Württemberg.

## Geografia
Il comune di Schwaikheim è situato all'incirca a cinque chilometri di distanza dal capoluogo di distretto di Waiblingen, circondato da meleti, campi coltivati e colline ricoperte da boschi sulle sponde dello Zipfelbach, il quale, proveniente da Winnenden, attraversa il suo territorio da est, in direzione del Neckar.
Il territorio comunale è situato ad un'altezza di 250 m s.l.m. lungo lo Zipfelbach, fino ad un'altezza di 370 m s.l.m. sul Plattenberg.